# 吳道昌 (萬曆進士)
吴道昌，字全父，号旭如，湖廣荆州府江陵縣民籍。明朝政治人物。萬曆四十四年（1616年）丙辰科進士。

## 生平
丙戌年（1586年）四月二十四日生，萬曆三十七年己酉乡試五十八名，會試一百（缺），廷試三甲一百十一名。吏部觀政。
初授浙江嘉善县知县，调河南宁陵县。天启元年（1621年）接替雷化鳞任兴化府知府一职，天启二年由胡尔慥接任。天启二年，由兴化知府升为河南副使，再升福建左参政。

## 家族
娶符氏，子綦化、綦治、綦皞。